# GAU-7
Die Ford-Philco GAU-7/A war ein von der USAF Ende der 1960er initiiertes, jedoch gescheitertes Programm um eine neue Maschinenkanone als Ersatz für die M61 Vulcan für die McDonnell Douglas F-15 Eagle zu entwickeln.
Die GAU-7/A war eine Gatling-Kanone im Kaliber 25 mm, welche hülsenlose Munition verschoss. Sie sollte eine höhere effektive Reichweite sowie Durchschlagskraft als die 20-mm-Vulcan aufweisen. Mit der hülsenlosen Patrone entfiel der Entladevorgang der leeren Hülse. Bei den normalen Patronen muss die Hülse entweder in das Magazin zurückgeführt oder ausgestoßen werden, bei Kampfflugzeugen ist dies oftmals ein Problem. 